# معركة تشيكاماوجا
شكلت معركة تشيكاماوجا، التي خاضتها قوات الولايات المتحدة وقوات الولايات الكونفدرالية الأمريكية في 19 و20 من شهر سبتمبر من عام 1863 خلال الحرب الأهلية الأمريكية، نهاية هجوم جيش الاتحاد، أي حملة تشيكاماوغا، في جنوب شرق تينيسي وشمال غرب جورجيا. كانت هذه المعركة أولى المعارك الكبرى في الحرب التي خيضت في جورجيا وأكبر هزائم جيش الاتحاد على المسرح الغربي، وخلفت ثاني أكبر عدد من الضحايا بعد معركة غيتيسبورغ. 
خيضت المعركة بين جيش كمبرلاند بقيادة اللواء ويليام روسيكرانس وجيش ولاية تينيسي بقيادة الجنرال براكستون براغ، وسميت خليج تشياكماوجا. ينعطف خليج تشياكماوجا الغربي عند منطقة قريبة ويشكل الحد الجنوبي الشرقي لمنطقة المعركة والميدان في شمالي غرب جورجيا. (تصب بحيرة تشيكاماوغا الجنوبية في نهر تينيسي في شمال شرق مركز مدينة تشاتانوغا على بعد نحو 3.5 ميل (5.6 كيلومتر).
بعد حملة تولاهوما الناجحة التي شنها، جدد روسيكرانس الهجوم بهدف إرغام قوات الولايات الكونفدرالية على الانسحاب من تشاتانوغا. في مطلع أيلول، عزز روسيكرانس قواته المتفرقة في تينيسي وجورجيا وأرغم جيش براغ على الانسحاب من تشاتانوغا، ليتجه نحو الجنوب. طاردت قوات جيش الاتحاد قوات الولايات الكونفدرالية واشتبكت معها عند تقاطع طرق ديفيز. كان براغ مصممًا على إعادة احتلال تشاتانوغا وقرر مواجهة قسم من جيش روسيكرانس وهزيمته ومن ثم التراجع نحو المدينة. في 17 من شهر سبتمبر اتجه براغ شمالًا بهدف شن هجوم على الفيلق ال 21 المعزول. وخلال زحف براغ نحو الشمال في 18 سبتمبر، اشتبكت القوات المدرعة وقوات المشاة التابعة له مع مدرعات جيش الاتحاد والمشاة المزودين بأحصنة، والذين كانوا مسلحين ببندقيات سبينسر. خاض الجيشان مواجهة عند جسر أليكساندر وجسر ريد، وحاولت قوات الولايات الكونفدرالية عبور خليج تشيكاماوجا الغربي.
بدأ القتال بشكل عنيف صباح يوم 19 سبتمبر. شن مقاتلو براغ هجومًا عنيفًا إلا أنهم لم يتمكنوا من كسر خطوط جيش الاتحاد. في اليوم التالي، استأنف براغ هجومه. ومع أواخر الصباح بُلغ روسيكرانس معلومات خاطئة تفيد بوجود ثغرة في خطوطه. ومع نقله للوحدات لسد تلك الثغرة المفترضة، خلق روسيكرانس بالخطأ ثغرة حقيقية وقعت بصورة مباشرة في طريق هجوم اللواء الثامن على جبهة ضيقة شنه الضابط الجنرال جيمس لونغستريت الذي كانت فيالقه قد عُزلت عن جيش فيرجينا الشمالية. ومع الهزيمة الساحقة التي نجمت عن ذلك، أخرج هجوم لونغستريك ثلث جيش الاتحاد، من ضمنه روسيكرانس نفسه، من الميدان.
تجمعت وحدات جيش الاتحاد بصورة عفوية لإقامة خط دفاع على أخدود هورسشو («تلة سنودغراس»)، مشكّلة جناحًا يمينيًا جديدًا لخط اللواء جورج إتش توماس، الذي تولى القيادة الكلية للقوات المتبقية. على الرغم من أن قوات جيش الولايات الكونفدرالية شنت هجمات مكلفة ومركزة، تمكن توماس ومقاتلوه من الصمود حتى الغسق. ومن ثم انسحبت قوات جيش الاتحاد إلى تشاتانوغا في حين احتلت قوات جيش الولايات الكونفدرالية المرتفعات المجاورة، وحاصرت المدينة.

## الخلفية

### الحالة العسكرية
خلال حملة تولاهوما الناجحة التي شنها في صيف عام 1863، انتقل روسيكرانس نحو جنوب الشرق من مورفريسبورو، تينيسي، وتفوق على براغ وأرغمه على التخلي عن وسط تينيسي والانسحاب إلى مدينة تشاتانوغا، ولم تتكبد قوات جيش الاتحاد سوى 569 إصابة خلال تلك المواجهة. أصر قائد القوات العامة اللواء الجنرال هنري دبليو هاليك والرئيس أبراهام لينكولن على أن ينتقل روسيكرانس بسرعة للاستيلاء على تشاتانوغا. كان الاستيلاء على المدينة بابًا لأن تتقدم قوات جيش الاتحاد نحو أتلانتا وقلب الأراضي في الجنوب. كانت تشاتانوغا نقطة تجمع هامة للسكك الحديدية (كانت الخطوط تتجه شمالًا نحو ناشفيل ونوكسفيل وجنوبًا نحو أتلانتا)، ومركزًا صناعيًا هامًا لإنتاج الحديد وفحم الكوك تتمركز عند نهر تينيسي الصالح للملاحة. ونظرًا إلى وقوعها بين جبل لوك آوت وأخدود ميشنري وجبل راكون وأخدود سترينغرن احتلت تشاتانوغا موقعًا هامًا يمكن الدفاع عنه.
على الرغم من امتلاك جيش تينيسي الذي ترأسه براكستون براغ لنحو 52 ألف مقاتل مع نهاية شهر يوليو، دمجت حكومة الولايات الكونفدرالية منطقة شرق تينيسي العسكرية، التي كانت تحت قيادة الجنرال سيمون بي بيكر، ضمن منطقة تينيسي العسكرية التي ترأسها براغ، مما أضاف 17.800 مقاتل إلى جيش براغ، لتبلغ حصيلته 69.800 مقاتل، غير أنها وسعت أيضًا مسؤوليات القيادة نحو الشمال وصولًا إلى منطقة نوكسفيل. وضع ذلك مأمورًا ثالثًا تحت قيادة براغ الذي لم يكنّ له سوى القليل من الاحترام. لم يخفِ الجنرال ليونيداس بولك واللواء ويليام جاي هاردي عداوتهما. وتلون موقف باكنر بغزو براغ غير الناجح لكنتاكي مسقط رأس باكنر في عام 1862، وكذلك بخسارته للقيادة إثر الاندماج. رأى براغ جانبًا إيجابيًا في طلب هاردي نقله إلى المسيسيبي في شهر يوليو، إلا أنه استبدل بالجنرال دي إتش هيل الذي لم يكن على توافق مع روبرت إي لي في فيرجينيا.
استفسرت إدارة حرب الكونفدرالية من براغ في أوائل شهر أغسطس إذا ما كان قادرًا على استئناف الهجوم ضد روسيكرانس في حال مُنح تعزيزات من المسيسيبي. اعترض براغ على ذلك مع قلقه من المعوقات الجغرافية المخيفة والتحديات اللوجستية، وفضل الانتظار حتى يحل روسيكرانس هذه المشكلات ويهاجمه. وكان أيضًا متخوفًا من قوة ضخمة لجيش الاتحاد ترأسها الجنرال أمبروسي إي بيرنسايد كانت تهدد نوكسفيل. سحب براغ قواته من المواقع المتقدمة المحيطة ببريدجبورت، مما منح روسيكرانس حرية في المناورة على الجهة الشمالية من نهر تينيسي. وجعل قوتي المشاة التابعتين له تتمركزان في محيط تشاتانوغا واعتمد على القوات المدرعة في تغطية خاصرتيه اللتين امتدتا من شمالي ألاباما إلى حدود نوكسفيل. 
قررت حكومة الولايات الكونفدرالية القيام بمحاولة تحول استراتيجي في الغرب عبر إرسال تعزيزات براغ من فيرجينيا، الجنرال جيمس لونغستريت مع فرقتين من الفيلق الأول التابع لجيش شمالي فيرجينيا، إضافة إلى تعزيزات من المسيسيبي. كانت تشيكاماوغا أول نقل واسع النطاق لقوات الولايات الكونفدرالية من مسرح إلى آخر بهدف تحقيق فترة من التفوق العددي وتحقيق نتائج حاسمة. بات براغ عندها أكثر رضى عن الموارد التي توفرت وتطلع إلى ضرب جيش الاتحاد حالما توفرت له القوة التي أرادها.

### «نهر الموت»
أخذت الحملة والمعركة الكبرى اسمها من خليج تشيكاماوغا الغربي. في القصص الشعبية، عادة ما يقال إن تشيكاماوغا كلمة كانت تستخدمها قبيلة شيروكي وتعني «نهر الموت». كتب بيتر كوزنس، مؤلف كتاب هذا الصوت المريع، أن تلك كانت ترجمة «غير دقيقة». يقترح غلين تاكر ترجمات مثل «المياه الراكدة» (من «لغة شيروكي السفلى») و«بلد الخير» (من قبيلة تشيكاساو) و«نهر الموت» (لهجة قبيلة «شيروكي داخل البلاد»). زعم تاكر أن تسمية «نهر الموت» لم تشتق من أوائل الحرب، بل من الموقع الذي التقطت فيه قبيلة شيروكي مرض الجدري. كتب جيمس موني، في كتابه أساطير شيروكي، أن تشيكاماوغا هو اللفظ الأكثر شيوعًا لمفردة تسيكاماغي، وهو اسم «ليس له معنى في لغتهم» وربما هو «مشتق من كلمة ألغونكية تشير إلى صيد السمك أو إلى مكان مخصص لصيد السمك بالرماح ... إن لم يكن من قبيلة شاوني، فربما هو من قبيلة مسكوكي أو قبيلة تشيكاساو».
الاشتقاق الأكثر معقولية لتشيكاماوجا هو أن هذه الكلمة مشتقة من كلمة تستخدمها قبيلة تشيكاساو تشوكما «كن صالحًا» إضافة إلى نهاية الفعل كا. كانت بلدة تشيكاساو في تشيكاماوجا تقع عند سفح جبل لوك آوت.

## التحركات الأولى في حملة تشيكاماوجا

### التخطيط لتقدم جيش الاتحاد
كان روسيكرانس ليواجه تحديات لوجستية كبرى لو اختار التقدم. كانت هضبة كمبرلاند التي فصلت الجيشين منطقة ريفية وعرة وقاحلة تمتد على 30 ميلًا مع طرقات سيئة وفرص ضئيلة للغزو. لو شن براغ هجومًا عليه خلال التقدم، كان ذلك سيرغم روسيكرانس على خوض القتال ومن ورائه جبال وخطوط إمداد ضعيفة. إلا أنه لم يكن يمتلك رفاهية البقاء في مكانه، نظرًا إلى أنه كان تحت ضغط خانق من واشنطن للتقدم بصورة متزامنة مع توغل بيرنسايد ضمن تينيسي الشرقية. بحلول أوائل شهر أغسطس، تملّك هاليك ما يكفي من الإحباط من تباطؤ روسيكرانس، فأمره بالتقدم على الفور وأن يبلغه بشكل يومي عن تحركات كل فيلق إلى حين عبوره نهر تينيسي. شعر روسسيكرانس بالغضب بسبب «النبرة المتهورة والمتكبرة والحقودة» لأوامر هاليك وأصر على أنه سيعرض نفسه للتهلكة إن لم يسمح له تأخير تقدمه حتى 17 من شهر أغسطس على أقل تقدير.
أدرك روسيكرانس أنه سيواجه صعوبة في تلقي الإمدادات من قاعدته عند أي تقدم عبر نهر تينيسي ولذلك رأى أنه من الضروري جمع ما يكفي من الإمدادات وعربات النقل لكي يتمكن من عبور مسافات طويلة دون خط اتصال موثوق.